# Орзих, Марк Филиппович
Марк Фили́ппович О́рзих (укр. Марко Пилипович Орзіх; 26 октября 1925, Одесса — 31 июля 2016, там же) — советский и украинский правовед, автор и эксперт проектов Конституций СССР и УССР (1977, 1978) и Конституции независимой Украины 1996 года. Главный редактор журнала «Юридический вестник».

## Биография
Участник Второй мировой войны. Участвовал во взятии Берлина. После войны работал в прокуратуре и милиции. Имел звания полковника милиции.

## Память
В память о Марке Орзихе будет названа одна из аудиторий в Национальном университете «Одесская юридическая академия», в которой Марк Филиппович проработал много лет.

## Семья
Отец — Филипп Григорьевич Орзих (Ершкович-Орзих; 1899—1942), погиб при обороне Одессы. 
Мать — Вера Авраамовна Кискачи-Орзих (1907—1994), дочь Авраама Вениаминовича (1868—1952) и Александры Осиповны (урожд. Мангуби) Кискачи. Имела сестру Прасковью (1910—1983) и брата Валентина.